# A Death-Grip on Yesterday
 A Death Grip On Yesterday es el tercer álbum de estudio de la banda metalcore/metal Atreyu. Fue publicado el 28 de marzo de 2006. 

## Producción
Tiene mucho de la corriente que caracterizó a Atreyu en sus álbumes previos y también posee secciones vocales diseñadas por Varkatzas, quién grita en todas sus letras. 
Travis Miguel y Dan Jacobs estuvieron a cargo de las guitarras, Marc McKnight del bajo y Brandon Saller de la batería, con Josh Abraham como productor. Bajo el sello de Victory Records.
Para agosto de 2006, dos sencillos fueron editados de A Death-Grip on Yesterday, "Ex's and Oh's", y "The Theft".

## Lista de canciones
Toda la música y letra de las canciones hechas por Atreyu.
1. "Creature" – 2:59
2. "Shameful" – 3:29
3. "Our Sick Story (Thus Far)" – 3:31
4. "The Theft" – 3:58
5. "We Stand Up" – 3:06
6. "Ex's and Oh's" – 3:31
7. "Your Private War" – 3:33
8. "My Fork in the Road (Your Knife in My Back)" – 3:25
9. "Untitled Finale" – 5:17

## Trivia
- La canción "Her Portrait In Black" es un B-side de este álbum, y es parte de la banda de sonido de la película Underworld:Evolution
- La canción "Ex´s And Oh´s" fue el primer sencillo de este álbum, y tuvo su aparición en el videojuego Madden NFL 07, de EA Sports
- Una versión instrumental de este álbum, así como de The Curse fue publicada en iTunes el 9 de enero de 2007.